# NGC 6304
NGC 6304 é um aglomerado globular na direção da constelação de Ophiuchus. O objeto foi descoberto pelo astrônomo William Herschel em 1786, usando um telescópio refletor com abertura de 18,6 polegadas. Devido a sua moderada magnitude aparente (+8,3), é visível apenas com telescópios amadores ou com equipamentos superiores. 